# Pfarrkirche Töpen

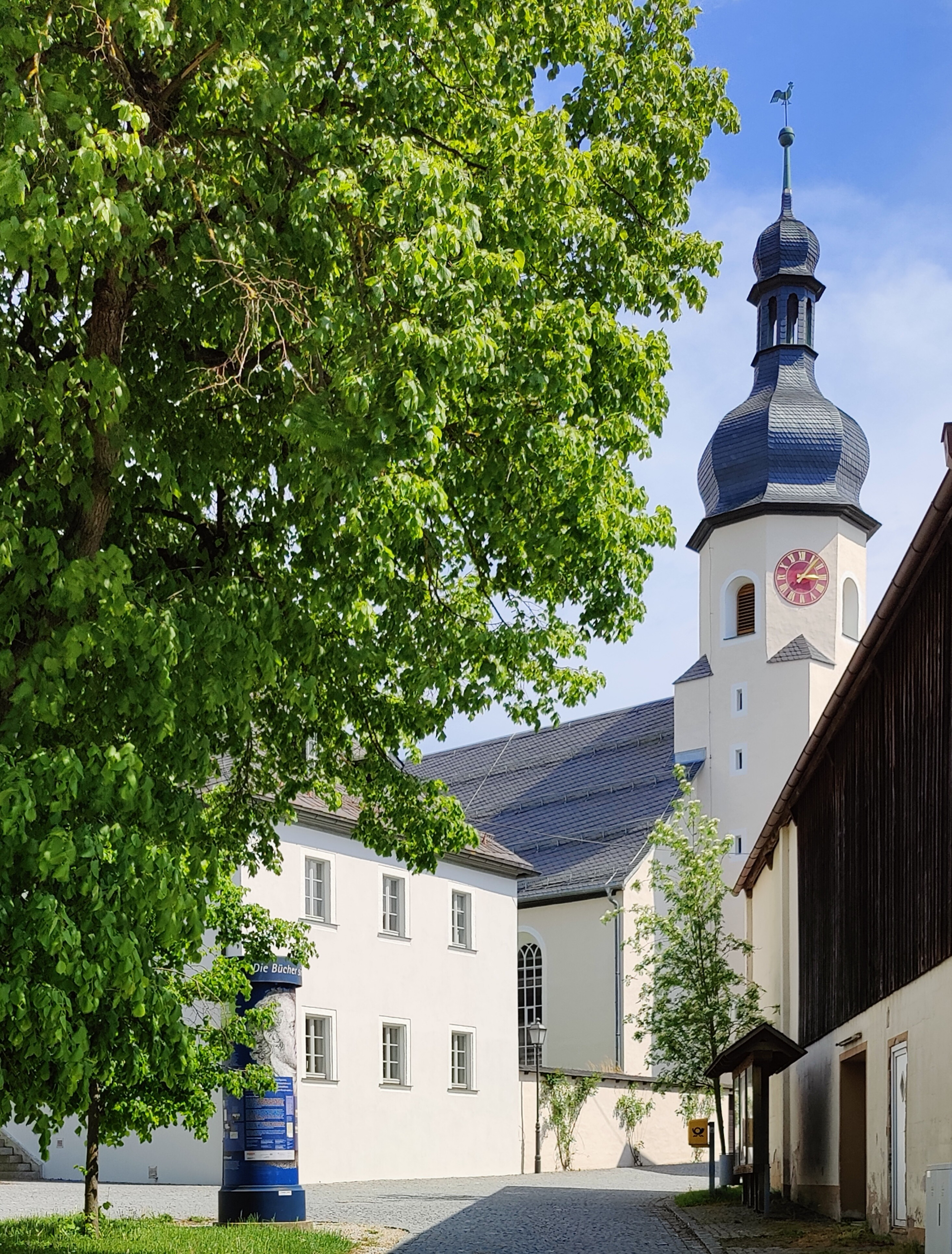
Ansicht der Kirche

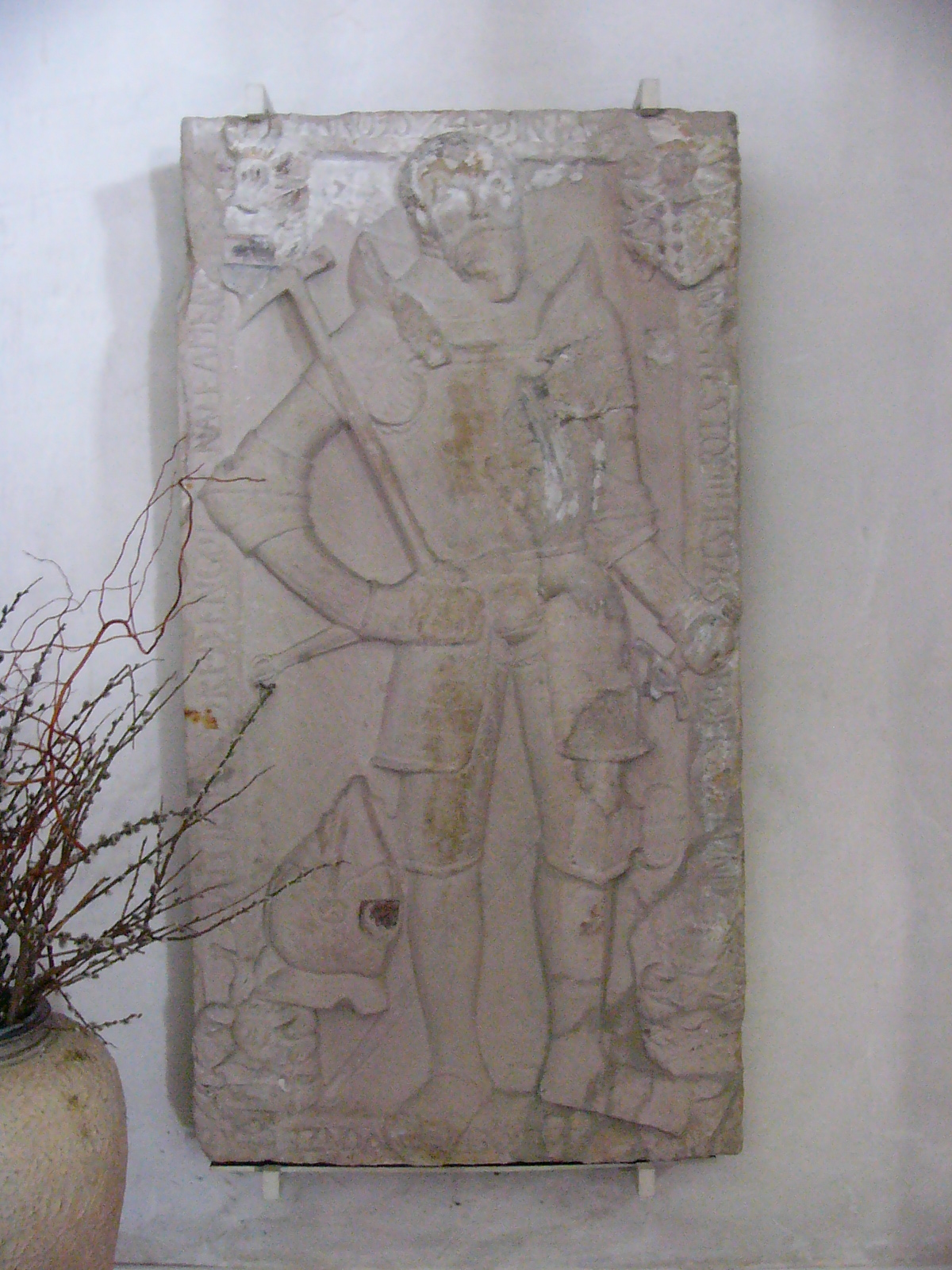
Epitaph eines Ritters von Zedtwitz

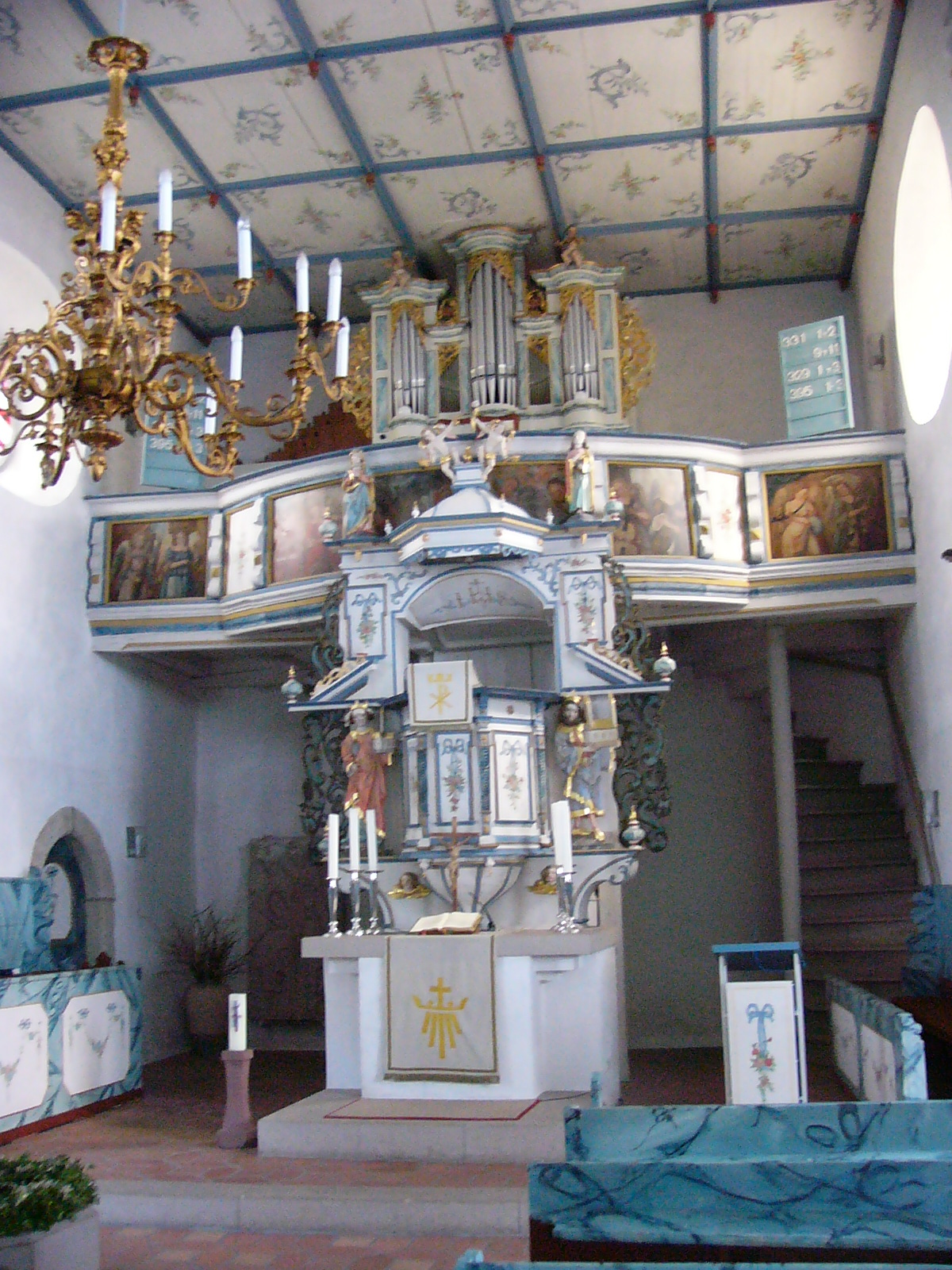
Kanzelaltar

Die Pfarrkirche Töpen ist eine evangelisch-lutherische Pfarrkirche in Töpen.
Eine Kapelle aus dem 14. Jahrhundert wurde im Spätmittelalter erweitert und Anfang des 18. Jahrhunderts barockisiert. Der Altar ist ein Kanzelaltar. Die Brüstungsfelder der Empore erinnern mit Wappen an den regionalen Adel, darunter befinden sich Wappen der Zedtwitz und der Beulwitz.
Auf dem Epitaph aus Sandstein ist nach Karl Benker ein Ritter von Zedtwitz in Prunkrüstung abgebildet. Er starb 1574. Die Ahnenwappen beziehen sich auf die Familien von Zedtwitz, Laineck, Zedtwitz und Steinsdorf. Der Gedenkstein war bis 1711 als Grabplatte im Boden eingelassen und wurde dann bei Umbauarbeiten als Altarstufe verwendet. Seit 1986 ist das Epitaph an der östlichen Chorwand aufgestellt.
Das 1907 in das Gehäuse der Vorgängerorgel von Wiegleb erbaute Werk von Steinmeyer besitzt 11 Register auf zwei Manualen und Pedal.
Im Kirchturm hängen vier Glocken mit den Tönen a’ – c” – d” – f”.